# ذئب أوراسي
الذئب الأوراسي أو الذئب المألوف أو ذئب الغابة الروسية الوسطى (الاسم العلمي: Canis lupus lupus) هو نويع فرعي من الذئب الرمادي وهو متوطن في أوراسيا ويقطن السهوب في الاتحاد السوفيتي السابق. كان منتشرًا في جميع أنحاء أوراسيا قبل العصور الوسطى. بصرف النظر عن سجل الحفريات الشامل، تحتوي اللغات الهندية الأوروبية عادةً على عدة مرادفات لكلمة «ذئب»، مما يدل على انتشار الحيوان وأهميته الثقافية. وقد كان يحظى باحترام كبير في ثقافات البلطيق والسلتيك والسلافية والتركية واليونانية القديمة والرومانية والتراقي في حين تتمتع بسمعة متناقضة في الثقافات الجرمانية المبكرة.
إنه أكبر الذئاب الرمادية في العالم القديم، بمتوسط وزن 39 كجم (86 رطلاً) في أوروبا. ومع ذلك، كان وزن الأفراد كبيرة الحجم بشكل استثنائي 69-79 كجم (152-174 رطلاً)، على الرغم من أن هذا يختلف باختلاف المنطقة. فرو هذا الذئب قصير وخشن نسبيًا. وهو بشكل عام ذو لون أسمر مع أبيض بالحلق بالكاد يمتد إلى الخدين. من النادر وجود أنماط سوداء، وبيضاء، وإرثرية، وغالبًا ما تكون نتاج تهجين كلاب مع الذئاب. يعتبر عواء الذئب الأوراسي أطول فترة ورخامة بكثير من نويعات الذئب الرمادي في أمريكا الشمالية، والتي يكون صوتها أعلى ويكون تركيزها أقوى على المقطع الأول. ومع ذلك، يمكن أن تفهم النويعات بعضها بشكل متبادل، حيث تم تسجيل ذئاب أمريكا الشمالية وهي ترد على عواء الذئاب الأوراسية من قِبل علماء الأحياء.
تضطر العديد من جمهرات الذئاب في أوراسيا إلى الاقتيات على الماشية والقمامة في المناطق ذات النشاطات البشرية الكثيفة، على الرغم من أن ذوات الحوافر البرية مثل الموظ والأيل الأحمر واليحمور الأوروبي والخنازير البرية لا تزال أهم مصادر الغذاء في روسيا والمناطق الجبلية أكثر من أوروبا الشرقية. تشمل أنواع الفرائس الأخرى الرنة والأرغل والضأن بري والبيسون الأوروبي والسايغا والوعل والشامواة والماعز البري والأيل الأسمر الأوروبي والأيل المسكي.

## الوصف

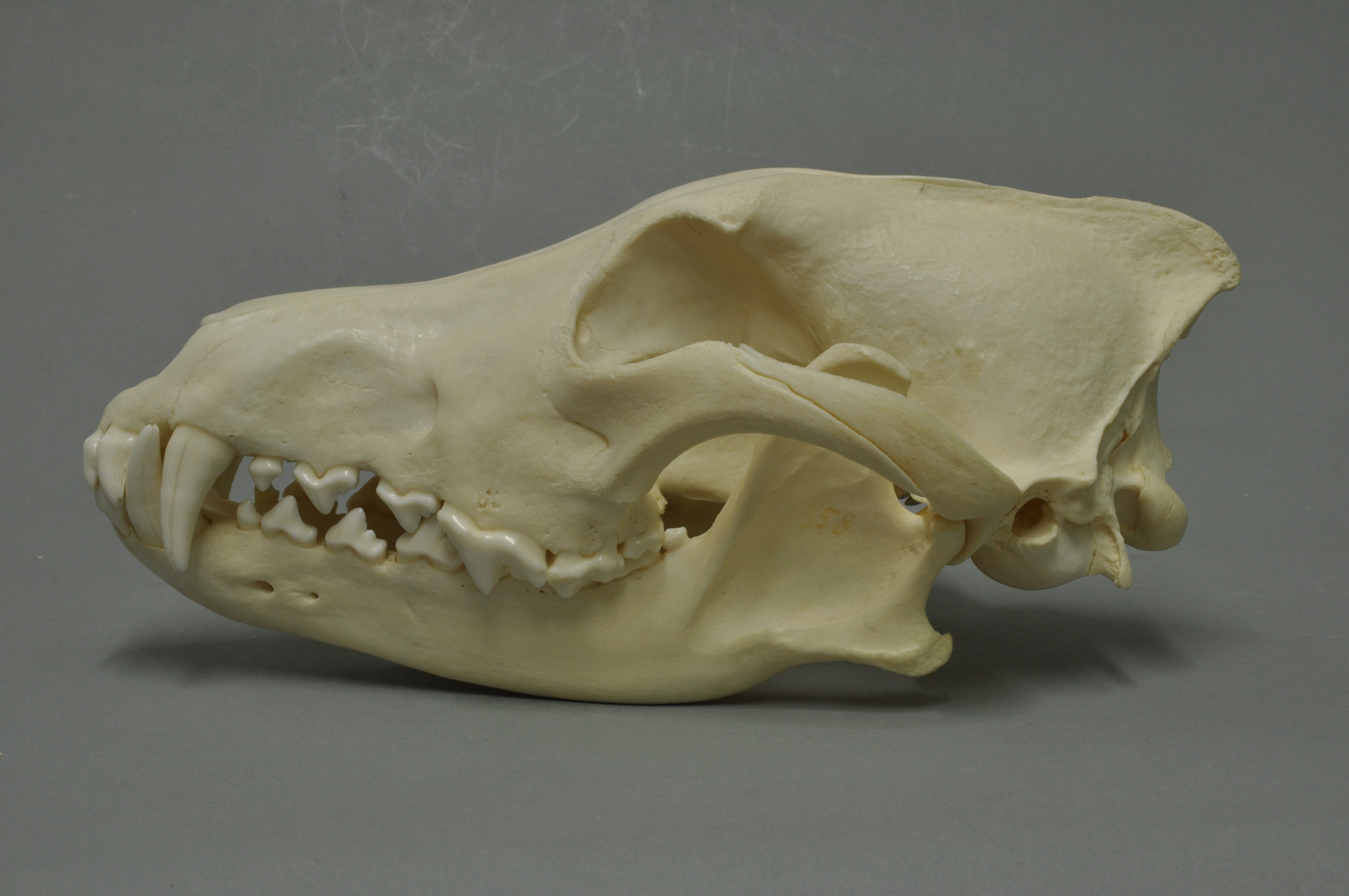
جمجمة الذئب الأوراسي

### البنية الجسدية
في وصف ذئاب أمريكا الشمالية، استخدم جون ريتشاردسون الذئاب الأوراسية كأساس للمقارنة، ولخص الاختلافات بين الشكلين على النحو التالي:
رأس الذئب الأوراسي أضيق، ويتناقص تدريجيًا لتشكيل الأنف، والذي يتم إنتاجه على نفس المستوى مع الجبهة. آذانه أعلى وأقرب من بعضهما البعض إلى حد ما، يتجاوز طولها المسافة بين الفتحة السمعية والعين، للذئب الأمريكي أرجل أطول، وأقدام أضيق، والذيل أكثر رقة. الأذنين الأقصر والجبهة العريضة والكمامة السميكة، مع كثرة الشعر خلف الخد، تضفي عليه مظهرًا يشبه المظهر الاجتماعي لكلب الإسكيمو الكندي أكثر من المظهر المتسلل للذئب الأوراسي.

### الحجم
يخضع حجم الذئاب الأوراسية للتنوع الجغرافي، حيث تكون الحيوانات في روسيا والدول الاسكندنافية أكبر من تلك التي تعيش في أوروبا الغربية، بعد أن قارنها ثيودور روزفلت بالذئاب الكبيرة في شمال غرب مونتانا وواشنطن. يبلغ قياس البالغين من روسيا 105 إلى 160 سم (41 إلى 63 بوصة) في الطول، 80 إلى 85 سم (31 إلى 33 بوصة) في ارتفاع الكتف، ويبلغ متوسط وزنهم 32 إلى 50 كجم (71 إلى 110 رطلاً)، مع أقصى وزن 69 إلى 80 كجم (152 إلى 176 رطلاً). قُتل أكبر عدد على الإطلاق بعد الحرب العالمية الثانية في منطقة كوبلياكسكي في منطقة بولتافسكي في جمهورية أوكرانيا الاشتراكية السوفياتية، وكان وزنه 86 كجم (190 رطلاً). تم الإبلاغ عن أوزان أكبر من 92 إلى 96 كجم (203 إلى 212 رطلاً) في أوكرانيا، على الرغم من أن الظروف التي تم فيها وزن هذه الحيوانات الأخيرة غير معروفة. تميل الذئاب إلى أن تكون أكثر كثافة مع أكتاف أعمق. تم تسجيل ذئب قُتل في رومانيا وزنه 72 كجم (159 رطلاً).

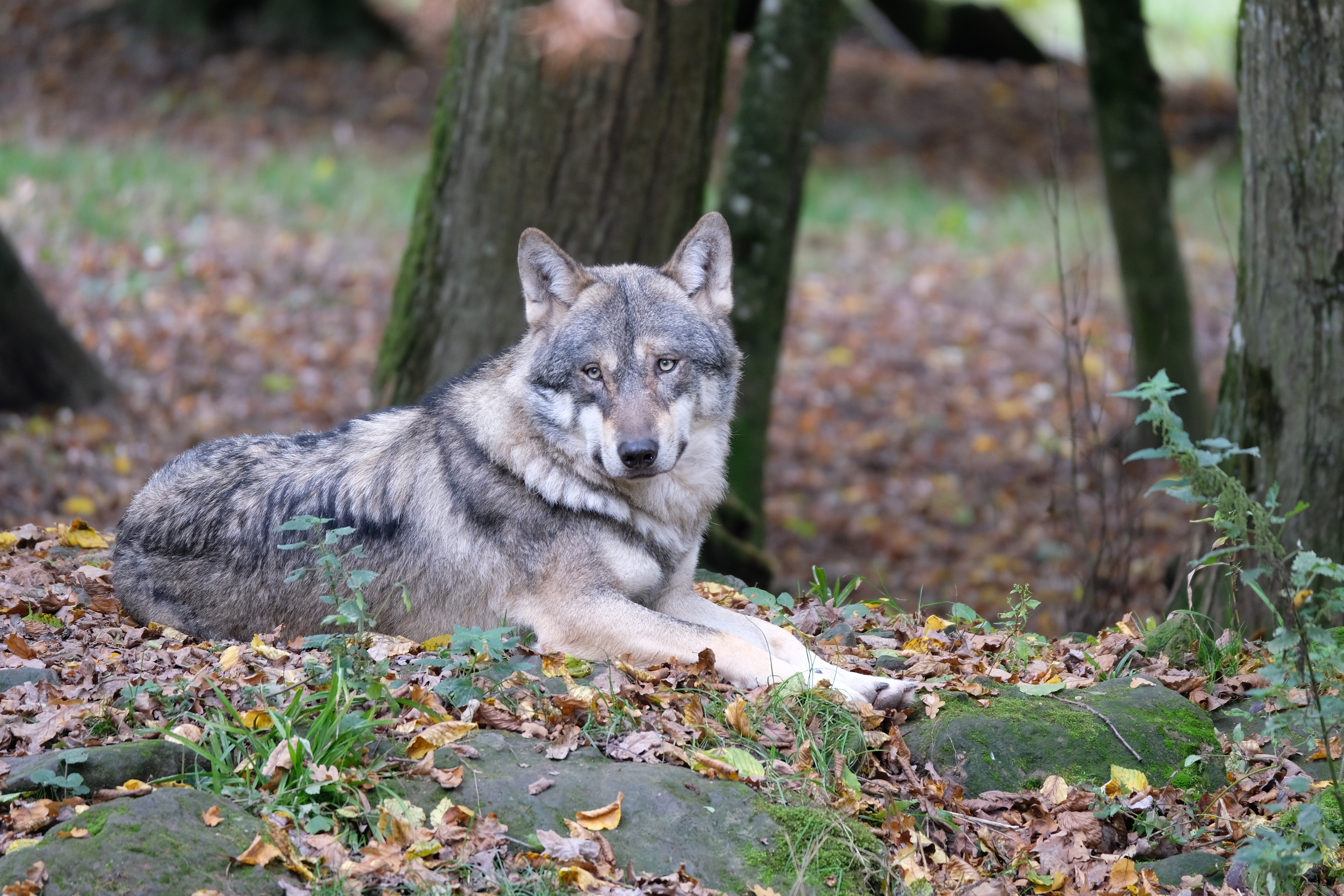